# Flagelanci

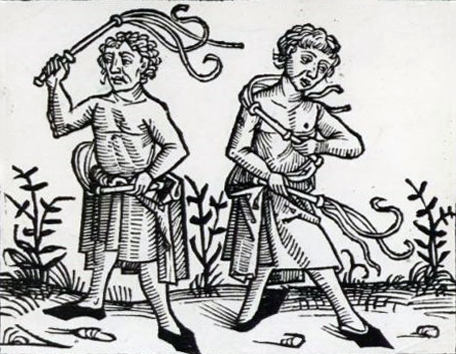
XV-wieczny drzeworyt przedstawiający biczowników

Flagelanci, flagellanci, biczownicy, kapnicy (łac. flagellum bat, bicz) – członkowie bractw religijnych, istniejących od XIII do XV wieku, głównie we Włoszech, Niemczech, później także w Hiszpanii i Polsce, które praktykowały publiczne biczowanie się jako formę pokuty. Początkowo byli pozytywnie oceniani przez Kościół katolicki i objęli znaczną część ludności różnych stanów. Zwłaszcza podczas wielkich epidemii charakterystyczne były procesje i wędrówki półnagich biczujących się do krwi kobiet i mężczyzn, często prowadzonych przez księży z krzyżami i flagami. 
Biczownictwo znane było od starożytności, ale dopiero w XI w., zwłaszcza zaś w XIII w., wyszło poza mury klasztorów. Dyktowały je względy religijne lub praktyki magiczne. Około połowy XIII w. Italia, ogarnięta sporem między gwelfami a gibelinami, przeżywała istną epidemię biczowników. Hierarchia kościelna z czasem zaczęła krytycznie postrzegać biczowników z powodu przesadnego pojmowania pokuty, obawiając się ekscesów oraz utraty kontroli nad ruchem (niektórzy biczownicy odrzucali sakramenty). Biczownicy obnażali się do pasa, zadając sobie nawzajem razy aż do krwi. Niekiedy dochodziło na tym tle do histerii przeradzającej się w orgie, co pociągało za sobą konieczność interweniowania najwyższych władz kościelnych. W następnym wieku przez całą Europę przetoczyła się dżuma, powodując ponowny rozkwit sekt biczowników, zwłaszcza w Niemczech i Francji, choć nie ominęło to również Polski. Przeciwko biczownikom wypowiadali się papieże, a także wielu władców, gdyż biczownicy podważali istniejący ustrój feudalny. Wreszcie procesje biczowników zostały zakazane w 1349 r. przez papieża Klemensa VI w bulli Inter sollicitudines pod groźbą klątwy. W efekcie część biczowników podporządkowała się władzom, a część "zeszła do podziemia" przekształcając się w heretycką sektę, tropioną przez inkwizycję.
Wg Słownika Geograficznego kapnicy odbywali swoje praktyki ascetyczne w kościele św. Wojciecha w Baranowie.
W średniowiecznych Niemczech biczownicy śpiewali religijne pieśni ludowe określane jako geisslerlieder.

## Praktyka pobożnościowa
W późniejszych czasach biczownictwo nie zniknęło całkowicie. Umiarkowane biczowanie utrzymano jako dozwoloną praktykę pobożnościową w zakonach, a także w Wielki Piątek. Tak rozumiane biczownictwo było popularne do XVIII wieku. Biczownikami byli między innymi królowie polscy Zygmunt III Waza, Władysław IV Waza, Jan Kazimierz oraz wielu świętych. 
Biczowanie stosowano w wielu zakonach. Było czymś zupełnie normalnym dla zakonników i zakonnic. Wspomina o tym św. Faustyna Kowalska w swoim Dzienniczku: "Dziś poznałam jak niedaleko naszej furty popełniały się grzechy ciężkie. Było to wieczorem, modliłam się w kaplicy gorąco, potem poszłam odprawić biczowanie, kiedy zaś uklękłam do modlitwy, dał mi Pan poznać, jak cierpi dusza odrzucona przez Boga...". "Nieraz się zdarza, że czuję zupełny rozkład własnego trupa, co to jest za wielkie cierpienie, to trudno wyrazić. Choć wolą jestem najmocniej z tym zgodzona, ale jednak dla natury jest to wielkie cierpienie, większe aniżeli noszenie włosiennicy i do krwi biczowanie"
Dzisiaj dochodzi do niego sporadycznie w katolickich wspólnotach Ameryki Łacińskiej.
W islamie biczowanie stosowane jest do dziś jako praktyka pokutna i żałobna. Przykładowo wśród szyitów popularne są procesje biczowników ku czci Imama Husejna, męczennika z 680 r. 29 września 2017 r. taki pochód przeszedł przez centrum Bonn w Niemczech.